# 遥かなる
「遥かなる」（はるかなる）は、吉田拓郎が1996年8月21日にリリースした43枚目のシングル。発売元はフォーライフ・レコード（現・フォーライフミュージックエンタテイメント）。

## 概要
日産『ラルゴ』CMソング。
アルバム『感度良好 波高し』と同時発売で、拓郎のシングルでは唯一、作詞を石原信一が担当している。
カップリング曲の「今日までそして明日から」は、1970年に発表された同名曲のセルフカバーで、2006年の『吉田拓郎 & かぐや姫 Concert in つま恋 2006』や、ライブのバンド演奏ではこのアレンジが踏襲されることが多い。

## 収録曲
- 全作曲：吉田拓郎、編曲：瀬尾一三

1. 遥かなる
作詞：石原信一
2. 今日までそして明日から
作詞：吉田拓郎
3. 遥かなる (オリジナルカラオケ)

## 収録ディスク

### アルバム
遥かなる
- 『感度良好 波高し』(1996年)

今日までそして明日から
- 『感度良好 波高し』(1996年)